# Митич, Михайло
Михайло Митич (серб. Михајло Митић; родился 17 сентября 1990) — сербский волейболист, связующий клуба «Скра», выступающий за сборную Сербии. Чемпион Европы 2011 года и участник Олимпиады-2012.